# Bye Bye Blackbird (Film)
Bye Bye Blackbird (Alternativtitel: Adieu, schöner, schwarzer Vogel) ist ein luxemburgischer Spielfilm aus dem Jahr 2005. Nach drei Kurzfilmen ist dies der erste Spielfilm des französischen Porträtfotografen Robinson Savary, dem Sohn von Jérôme Savary.

## Handlung
Der junge Josef, gespielt vom Trapezkünstler und Schauspieler James Thiérrée, einem Enkel von Charlie Chaplin, arbeitet als Stahlskelettbauer beim Bau des Eiffelturms. Er genießt das Arbeiten in der Luft. Als ein Arbeitskollege abstürzt und er kurz darauf ein Plakat der Trapezartistin Alice (gespielt von der ehemaligen Balletttänzerin Izabella Miko, die mehrere Monate für den Film Trapezartistik geübt hat) sieht, beschließt er, zum Zirkus zu gehen. Dort, bei Dempsey’s Zirkus, führt er verschiedene Hilfstätigkeiten aus, übt aber heimlich am Trapez, um Alice nahezukommen und seinen Traum wahr werden zu lassen, als Trapezartist unter der Zirkuskuppel arbeiten zu können.
Josef kann den Zirkusbesitzer Lord Dempsey, gespielt von Derek Jacobi, überzeugen, mit dessen Tochter Alice gemeinsam als Trapezartist aufzutreten. Ein Traum wird für ihn wahr. Bei einer sensationellen gemeinsamen Vorstellung in Paris stürzt Alice ab. Josef bildet sich ein, dafür verantwortlich zu sein und zieht sich in sich selbst zurück. Die adoptierte Schwester Alices Nina, gespielt von Jodhi May, erlöst Josef von seinen Qualen, indem sie ihn erschießt, nachdem der Zirkus zu einem Kuriositätenkabinett verkommen ist.

## Produktion und Premieren
Produziert wurde der Film von Samsa Film (Luxemburg). In  Österreich trat als Produzent Dor Film auf, in Großbritannien Ipso Facto Films und in Deutschland die Reverse Angle Factory, die eng mit Wim Wenders zusammenarbeitet.
Gefilmt wurde unter anderem in Düdelingen, Luxemburg sowie im Mirker Bahnhof in Wuppertal.
Schon 2003 gedreht, hatte der Film seine erste Aufführung bei den Internationalen Filmfestspielen von Cannes am 15. Mai 2005. Zum ersten Mal in Deutschland gezeigt wurde Bye Bye Blackbird am 17. November 2005 beim Internationalen Filmfestival Mannheim-Heidelberg, Kinopremiere in Deutschland war am 30. November 2006.

## Kritiken
Leni Höllerer kritisiert in der Berliner Zeitung die Vernachlässigung der emotionalen Zeichnung der Charaktere. Felicitas Kleiner kritisiert in der Ausgabe 24/2006 der Filmzeitschrift film-dienst die mangelnde Lebendigkeit der Zirkuswelt Robinson Savarys. Neben einigen negativen Kritiken finden sich aber auch lobende Worte für künstlerischen Ausdruck und Umsetzung des Filmes:

„Obwohl mit Schwächen gibt es doch mindestens einen guten Grund, Bye Bye Blackbird zu sehen und das ist sein Hauptdarsteller James Thiérrée (Vatel) – Enkel von Charlie Chaplin – der bereits mit vier Jahren im Wanderzirkus seiner Eltern aufgetreten ist und die vibrierende Dynamik eines Tänzers besitzt. Verbunden mit einer Ausstrahlung, die gleichzeitig verschlossen und melancholisch, verletzlich und stets etwas angespannt ist, nimmt man ihm Josefs emotionalen Drahtseilakt, der zunehmend in den Wahn kippt, jede Sekunde ab“

„Der künstlerische Anspruch des Werkes wird vor allem in den atemberaubend inszenierten Trapezchoreografien deutlich, für deren Ausgestaltung James Thiérrée selbst verantwortlich war. In diesen Sequenzen – die mit Abstand eindrucksvollste findet sich fast genau in der Mitte des Films – gelingt es Bye Bye Blackbird spielerisch, sein eigenes Sujet zu transzendieren.“

Bei Rotten Tomatoes erreichte der Film eine Bewertung von 36 Prozent basierend auf 232 Kritiken bei einer durchschnittlichen Bewertung von 3,2 von 5.

## Auszeichnungen
- 2005 – FIPRESCI-Preis für Robinson Savary beim Filmfestival in Taormina
- 2005 – Nominierung für Robinson Savary für den Grand Prix beim Tokyo International Film Festival